# Milan Vidmar
Milan Vidmar (n. 22 iunie 1885, Ljubljana, Austro-Ungaria – d. 9 octombrie 1962, Ljubljana, Republica Socialistă Slovenia, RSF Iugoslavia) a fost un inginer electrician, jucător de șah, teoretician al șahului și scriitor sloven. El a fost printre primii cei mai buni jucători de șah din lume între 1910 și 1930 și, în 1950, a fost printre primii laureați ai titlului de Mare maestru internațional la șah, cel mai înalt titlu acordat de Federația Internațională de Șah unui șahist. Vidmar a fost specialist în transformatoare de putere și transmisie a curentului electric.

## Biografie
S-a născut la 22 iunie 1885 într-o familie de clasă mijlocie din Ljubljana, Austro-Ungaria (acum în Slovenia). A început să studieze ingineria mecanică în 1902 și a absolvit în 1907 la Universitatea din Viena. Și-a luat titlul de doctor în 1911 la Facultatea Tehnică din Viena. 
Între 1912-1913, Milan a lucrat la celebra întreprindere Ganz-Konzern din Budapesta ca asistent al lui Ottó Titusz Bláthy, unul dintre inventatorii și cei mai importanți experți în transformatoare care au devenit și specializarea lui Vidmar.
A fost profesor la Universitatea din Ljubljana, membru al Academiei Slovene de Arte și Științe și fondator al Facultății de Inginerie Electrică. Între 1928 și 1929 a fost al 10-lea cancelar (decan) al Universității din Ljubljana. În 1948 a înființat Institutul de Electrotehnică care acum îi poartă numele.

## Ca șahist
Vidmar a fost, de asemenea, un jucător de șah de primă clasă, probabil unul dintre cei mai buni jucători din lume din 1910 până în 1930. În 1950, a fost printre primii laureați ai titlului de Mare maestru internațional la șah, cel mai înalt titlu acordat de Federația Internațională de Șah (FIDE) unui șahist.
Succesele sale includ clasări superioare la unele dintre turneele de șah de top ale vremii sale, de exemplu pe locul al șaselea la turneul de șah Carlsbad 1907, al treilea la Praga 1908, locul întâi la Göteborg 1909 (al 7-lea Campionat nordic de șah), al doilea la San Sebastián 1911 cu Akiba Rubinstein⁠(d) după José Raúl Capablanca, primul la Budapesta 1912, al doilea la Mannheim 1914, primul la Viena și Berlin în 1918, al doilea la Košice 1928, al treilea la Londra 1922, a împărțit primul loc cu Alexander Alekhine la Hastings 1925/26, al treilea la Semmering 1926, al patrulea la New York 1927, al patrulea la Londra 1927, a împărțit al cincilea loc la Carlsbad 1929, a fost la egalitate pe locul 4–7 la Bled 1931, pe locul 3–6 la Stuttgart 1939, al doilea după Max Euwe la Budapesta în 1940, primul la turneul de șah de la Basel din 1952.
Vidmar a reprezentat Iugoslavia la olimpiadele de șah de la Praga din 1931 și Stockholm din 1935.
Vidmar a devenit arbitru de șah, primind titlul de arbitru internațional de la FIDE și a fost arbitru șef la Campionatul Mondial de șah din 1948 de la Haga și Moscova.

## Scrieri majore
Cărți despre șah:
- Pol stoletja ob šahovnici (O jumătate de secol la tabla de șah) (Ljubljana 1951)
- Šah (Șah)
- Razgovori o šahu z začetnikom (Conversații despre șah cu un începător)
- în germană, Goldene Schachzeiten (Epoca de aur a șahului)

Altele:
- Transformatori (Transformatoare)
- Problemi prenosa električne energije (Probleme de transmitere a energiei electrice)
- Pogovori o elektrotehniki (Vorbind despre electrotehnică)
- Med Evropo în America (Între Europa și America)
- ediție augmentată în germană, Das Ende des Goldzeitalters (Berlin, 1942)
- Moj pogled na svet (Viziunea mea asupra lumii)
- Oslovski most (Pons asinorum) (Merkur, Ljubljana 1936)

## Familie
Fratele său mai mic, Josip Vidmar, a fost un critic literar sloven influent și un intelectual public; fiul său, Milan Vidmar, Jr. a fost, de asemena, un maestru internațional de șah.

## Moștenire
Federația Slovenă de Șah organizează un turneu internațional de mare maeștri numit Memorialul Milan Vidmar.